# ویلیام جورج استون
ویلیام جورج استون (انگلیسی: William George Aston; ۹ آوریل ۱۸۴۱ – ۲۲ نوامبر ۱۹۱۱) دیپلمات، آموزگار اهل پادشاهی متحد بریتانیای کبیر و ایرلند بود.